# Kloc
Kloc är ett berg i Tjeckien. Det ligger i den nordvästra delen av landet, 60 km nordväst om huvudstaden Prag. Toppen på Kloc är 674 meter över havet, eller 71 meter över den omgivande terrängen. Bredden vid basen är 0,48 km.
Terrängen runt Kloc är huvudsakligen lite kuperad.Runt Kloc är det ganska glesbefolkat, med 32 invånare per kvadratkilometer. Närmaste större samhälle är Ústí nad Labem, 15,8 km nordost om Kloc. Trakten runt Kloc består till största delen av jordbruksmark.